# Ynys Deullyn
Ynys Deullyn är en udde i Storbritannien.   Den ligger i kommunen Pembrokeshire och riksdelen Wales, i den sydvästra delen av landet, 300 km väster om huvudstaden London.
Terrängen inåt land är platt. Havet är nära Ynys Deullyn åt nordväst. Runt Ynys Deullyn är det ganska tätbefolkat, med 70 invånare per kvadratkilometer. Närmaste större samhälle är Fishguard, 12,1 km öster om Ynys Deullyn. Trakten runt Ynys Deullyn består i huvudsak av gräsmarker.